# Рэкс (робот)

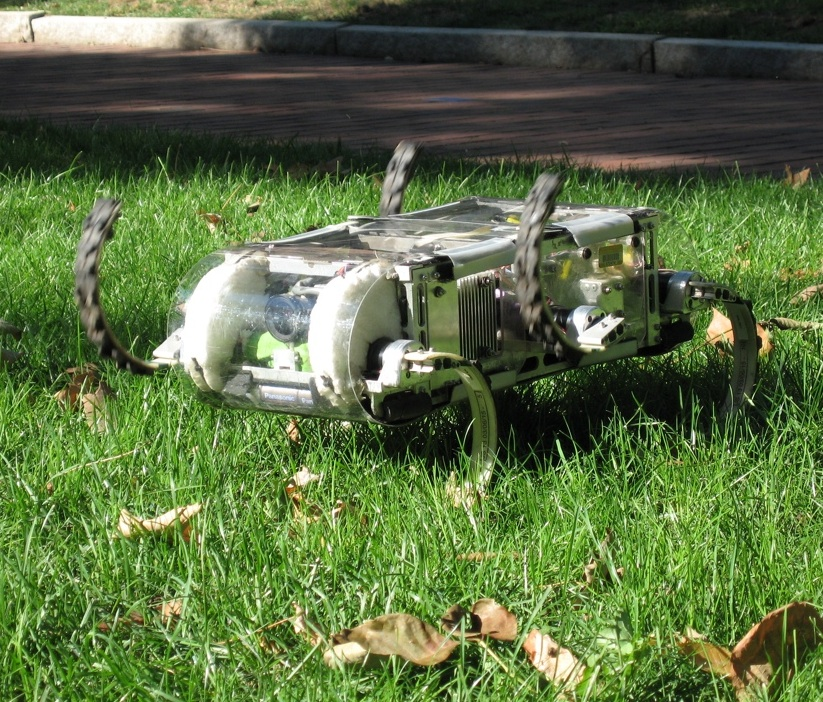
Бегущий RHex 1.1.

Рэкс (RHex) — автономная роботизированная шестиногая конструкция с податливыми ногами и с индивидуальным приводом на каждую ногу. Разработана рядом университетов США при поддержке DARPA.
Версии робота показали хорошую мобильность для различных типов местности со скоростью, превышающей пять длин корпуса в секунду (прибл. 2,7 м/с), в частности, при подъёме по склонам с углом наклона более 45 градусов, плавании и подъеме по лестницам.
Одно из последних достижений Rhex — прыжки. Прыгать робота научили в лабораториях Пенсильванского университета. Он перепрыгивает «пропасть» шириной в 50 см с места и 60 см с разбега, делает обратное сальто, запрыгивает на препятствие высотой в 29 см, и цепляется за уступ высотой до 73 см, а затем взбирается на него из висячего положения.

## История создания

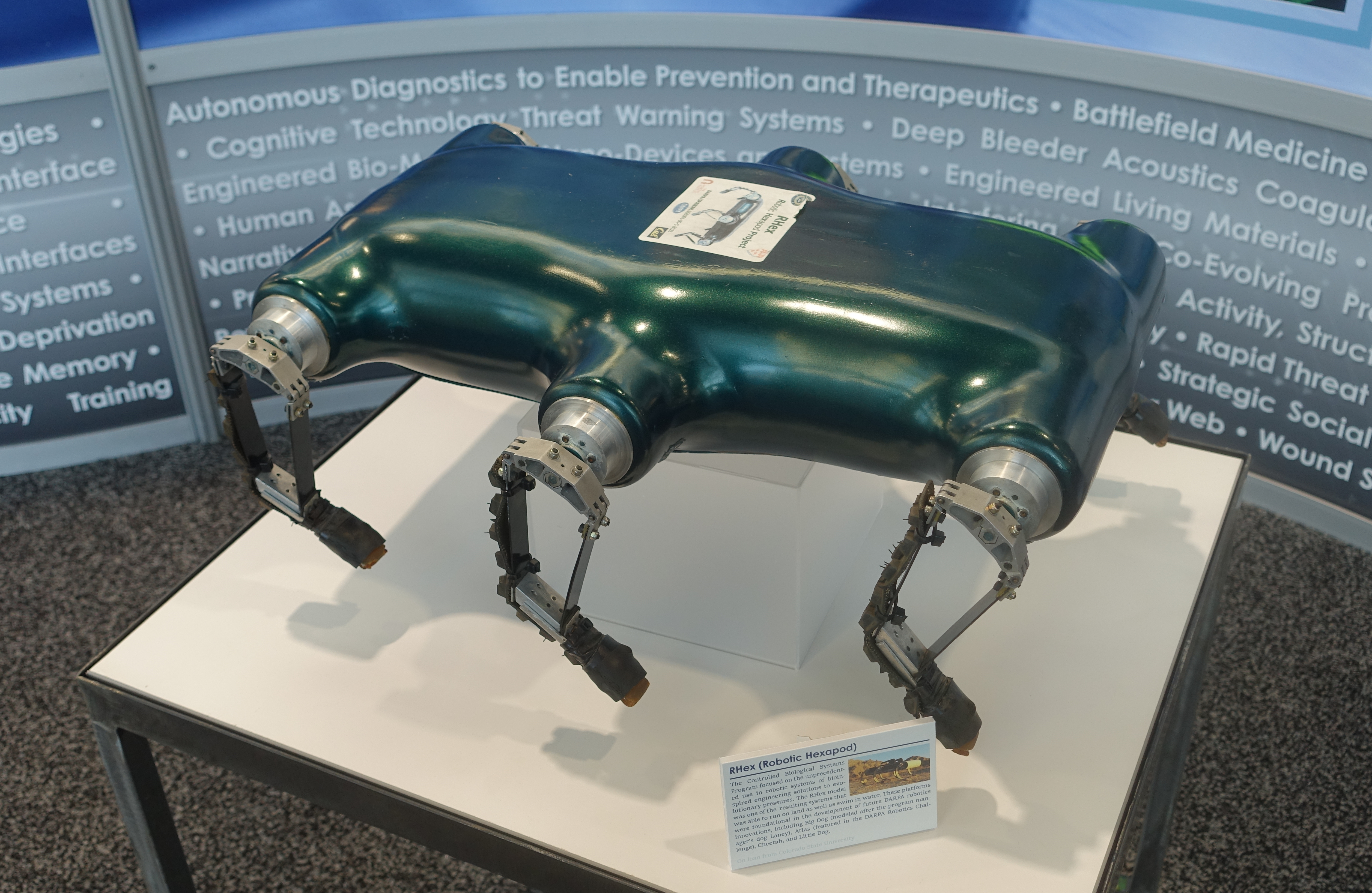
Рэкс на Симпозиуме D60.

Разработка робота Рэкс RHex является результатом совместной работы ряда университетов, включая
- The University of Michigan, Энн Арбор, США
- McGill University, Монреаль, Канада
- Carnegie Mellon University, Питсбург, США
- University of California, Беркли, США
- Princeton University, Принстон, Сша
- Cornell University, Итака, США
- University of Lahore[англ.], Лахор, Пакистан

Разработка опиралась математические методы из теория динамических систем применительно к проблемам передвижения животных.